# Luke Southwood
Luke Southwood, né le 6 décembre 1997 à Oxford, est un footballeur anglais qui évolue au poste de gardien de but avec les Bristol Rovers.

## Biographie

### En club
Le 21 janvier 2020, il est prêté à Hamilton Academical.
Le 22 juillet 2022, il est prêté à Cheltenham Town.
Le 20 juin 2024, il rejoint Bolton Wanderers.

### En équipe nationale
Avec les moins de 20 ans, il participe à la Coupe du monde des moins de 20 ans 2017 organisée en Corée du Sud. Lors du mondial junior, il ne joue aucun match, restant sur le banc des remplaçants tout au long du tournoi. L'Angleterre remporte la compétition en battant le Venezuela en finale.